# Ralph Tresvant
Ralph Edward Tresvant Jr, également appelé Rizz ou Rizzo et né le 16 mai 1968, est un chanteur américain de R&B contemporain, notamment connu comme étant l'un des chanteurs R&B et pop du groupe New Edition.
Ne a Boston dans le Massachusetts le 16 mai 1968, il crée avec ces camarades d'enfance en 1978 avec Ricky Bell, Michael bivins, Bobby Brown le groupe new édition ce n'est qu'en 1980 que Ronnie devoe rejoint le groupe grâce à son oncle Brooke Payne, qui accompagnera le jeune groupe vers la célébrité, il sorte le premier album candy girl en 1983 et vent plus de million d'exemplaires, le jeune Ralph étant fan du roi de la pop Michael Jackson aura la chance de sortir un son avec son idole

## Carrière
En 1990, Ralph Tresvant sort l'album Ralph Tresvant en tant qu'artiste solo. En 2008, il commence une tournée avec Bobby Brown et Johnny Gill, formant un nouveau groupe nommé Heads of State.